# اتحاد لاعبي التنس للمحترفين يونكشبينغ
تعد بطولة اتحاد لاعبي التنس للمحترفين يونشوبينغ بطولة تنس تقام سنويًا منذ عام 2016 في يونشوبينغ، السويد.

## قائمة الفائزين

### فردي
| السنة | الفائز        | الخصم النهائي |
| ----- | ------------- | ------------- |
| 2016  | أندري غولوبيف | كاران خاشانوف |

### ثنائي
| سنة  | الفائزون                     | الخصوم النهائية              |
| ---- | ---------------------------- | ---------------------------- |
| 2016 | آيزاك أرفيدسون فريد سيمونسون | ماركوس إريكسون ميلوس سيكوليك |

## وصلات خارجية
- الموقع الرسمي للبطولة
- أرشيف نتائج البطولة